# 南風洋子
南風 洋子（みなかぜ ようこ、本名：若杉 洋子（わかすぎ ひろこ）、1930年〈昭和5年〉1月22日 - 2007年〈平成19年〉8月19日）は、日本の女優。劇団民藝に所属していた。兵庫県神戸市出身。夫は映画監督・演出家の若杉光夫。娘は女優の若杉民。元宝塚月組のさつきりせ（五月梨世、尾上五月）は遠縁にあたる。

## 来歴・人物
戦後、満州から引揚者となって神戸に引揚げてきた後に、学生演劇に熱中していたおり、関西学院劇研の顧問をしていた宝塚歌劇団の演出家・堀正旗に勧められて、兵庫県立第一神戸高等女学校（当時。現在の兵庫県立神戸高等学校）卒業後の1948年に宝塚音楽学校に入学して、翌年に宝塚歌劇団に入団。宝塚歌劇団36期生。宝塚入団時の成績は首席。同期生の有馬稲子とコンビを組んで男役スターとして人気を博したが、1953年3月25日に退団。在団中の愛称ノロ（ちゃん）。
退団後は新東宝と契約。1959年宇野重吉のすすめで劇団民藝に入団。以後も舞台、映画、テレビなどで活躍した。1985年紀伊國屋演劇賞、1995年菊田一夫演劇賞受賞。
2007年8月19日、膵臓癌のため横浜市鶴見区の病院で死去。享年77。戒名は南風院光室智洋大姉。

## 出演

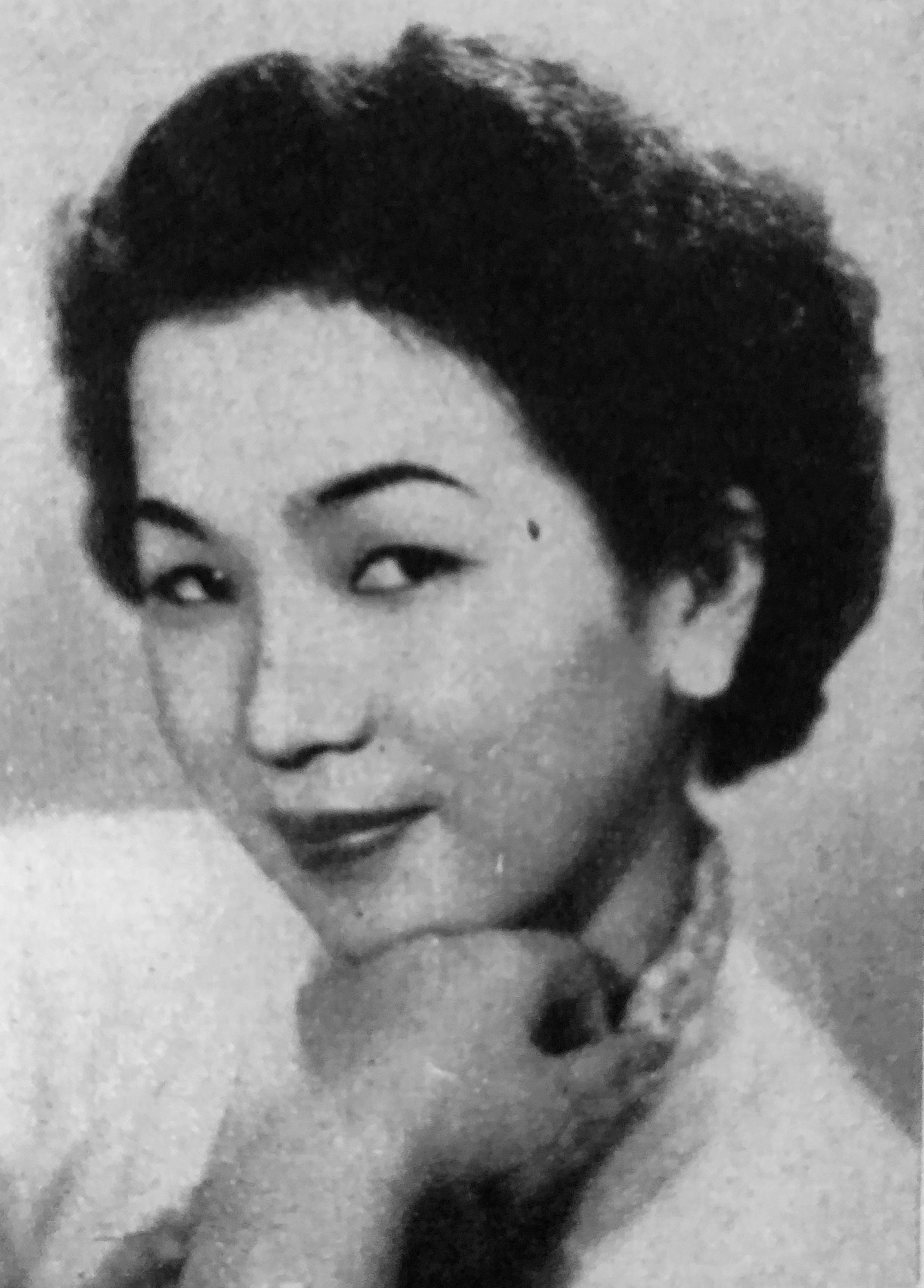
1954年

### テレビドラマ
- さつきさん（1953年、NTV）
- さつきさんの花嫁修業（1954年、NTV）
- 判決（1962年 - 1966年、NETテレビ）
- 見合い恋愛 第11話「 九年目の見合い」（1969年、NTV）
- 兄弟「木下恵介アワー」山村澄子（辰造の得意先の娘、未亡人）（1969年、TBS）
- 炎の青春 第7話「ニキビの季節」（1969年、NTV / 東宝）
- 大河ドラマ（NHK総合）
  - 三姉妹（1967年） - 蓬春尼 役
  - 新・平家物語（1972年） - 佐ノ局 役
  - 国盗り物語（1973年） - 土田御前 役
  - 元禄太平記（1975年） - 万里小路局 役
  - 草燃える（1979年） - 三浦伊紗 役
  - おんな太閤記（1981年） - 孝蔵主 役
  - 春の波涛（1985年） - 福澤錦 役
  - 義経（2005年） - 池禅尼 役
- 戦国艶物語（1970年、ABC） - お江 役
- 飛び出せ!青春（1972年、NTV） - 高木えみこ 役
- 赤い靴（1972年 - 1973年、TBS / 東宝）
- 泣くな青春 第6話「愛の谷間」（1972年、CX / 東宝）
- 赤ひげ 第5話「三度目の正直」（1972年、NHK総合）
- 連続テレビ小説（NHK総合)
  - 北の家族（1973年 - 1974年） - 三井園子 役
  - 春よ、来い（1994年） - 加納ミツ 役
  - わかば（2004年） - 平泉松子 役
- 太陽にほえろ!（NTV / 東宝）
  - 第88話「息子よ、お前は…」（1974年） - 西山署長の妻 役
  - 第368話「事件の背景」（1979年） - 五郎の母 役
- 助け人走る 第27話「江戸大暗黒」（1974年、ABC / 松竹） - おえい 役
- おしどり右京捕物車第4話「蹄（ひづめ）」（1974年、ABC） - ふさ 役
- 放浪家族（1975年、MBS / テレパック） - 河瀬富士子 役
- はぐれ刑事 第13話「冬よ せめて美しくあれ」（1975年、NTV / 国際放映）
- 伝七捕物帳 第83話 「母と名乗れぬ忍ぶ草」 （1975年、NTV）- おきん
- 横溝正史シリーズII / 夜歩く（1978年、MBS / 東宝） - 古神お柳 役
- 土曜ドラマ / 松本清張シリーズ・一年半待て（1978年、NHK総合） - 高森たき子 役
- ゆうひが丘の総理大臣（1979年、NTV / ユニオン映画） - しずえ 役
- 突然の明日（1980年、TBS）
- 猿飛佐助 第8話「母君救出作戦 八丁跳び」（1980年、NTV / 国際放映） - 千賀の方 役
- 戦後史実録シリーズ 空白の900分 -国鉄総裁怪死事件- （1980年、NHK総合） - 下山総裁夫人
- 小児病棟 〜カネボウヒューマンスペシャル(1)〜（1980年12月3日、NTV） - 樋口 役
- 太郎の卒業（1981年、NHK総合）
- 土曜ワイド劇場 / 京都殺人案内(5)「母恋桜が散った」（1981年、ANB / 松竹）
- 池中玄太80キロ 第2シリーズ 第14話「お母さんは一人だけ」（1981年、NTV） - 秋田チエの母親 役
- あっけらかん（1982年、NTV） - 西村初江 役
- 人妻捜査官 第16話「疑惑!?幼な妻が捨てた赤ん坊」（1984年、ABC / テレパック）
- 木曜ゴールデンドラマ / ガラスの中の幸福（1986年、YTV / アド・エックス）
- 天璋院篤姫（1985年、テレビ朝日） - 庭田嗣子 役
- 火曜サスペンス劇場 / 新春時代劇ミステリー「大奥殺人事件」（1989年、NTV / 東映） - 茂子 役
- その気になるまで（1996年、TBS / テレパック）
- 宮本武蔵（2001年、TX / テレパック） - 妙秀尼 役

### 映画
- 野戦看護婦（1953年、新東宝）
- 乾杯! 女学生（1954年、新東宝）
- 美女決闘（1955年、新東宝）
- 危険な女（1959年、日活）
- 僕は泣いちっち（1960年、日活）
- ガラスの中の少女（1960年、日活）
- 銀座の恋の物語（1962年、日活）
- 未成年 続・キューポラのある街（1965年、日活）
- 続・組織暴力（1967年、東映）
- 首（1968年、東宝）
- 幽霊屋敷の恐怖 血を吸う人形（1970年、東宝） - 野々村志津[3]
- 赤頭巾ちゃん気をつけて（1970年、東宝）
- 東宝8.15シリーズ（東宝）
  - 激動の昭和史 軍閥（1970年）
  - 激動の昭和史 沖縄決戦（1971年） - 島田夫人[4]
- その人は炎のように（1972年、東宝）
- 娘たちは風にむかって（1972年、ほるぷ映画）
- 赤ちょうちん（1974年、日活）
- 青い山脈（1975年、東宝）
- はつ恋（1975年、東宝）
- 挽歌（1976年、東宝）
- 聖職の碑（1978年、東宝）
- 新ちびでか物語 (1979年、教配) [5]
- 巣立ちのとき 教育は死なず（1981年、共同映画）
- 化粧（1984、松竹）

### 舞台
- 奇蹟の人 - ケイト・ケラー 役
- オットーと呼ばれる日本人 - 瀬川夫人 役
- にんじん - ルピック夫人 役
- 巨匠 - 女教師 役
- ラヴ －こころ、甘さに飢えて－（1983年）
- 放浪記（1990年・1996年） - 日夏京子 役
- 二人の長い影（2003年）
- 林の中のナポリ（2007年） - 伊沢かの子 役 ※遺作

### テレビアニメ
- 日本名作童話シリーズ 赤い鳥のこころ（ナレーター）